# August Feigel

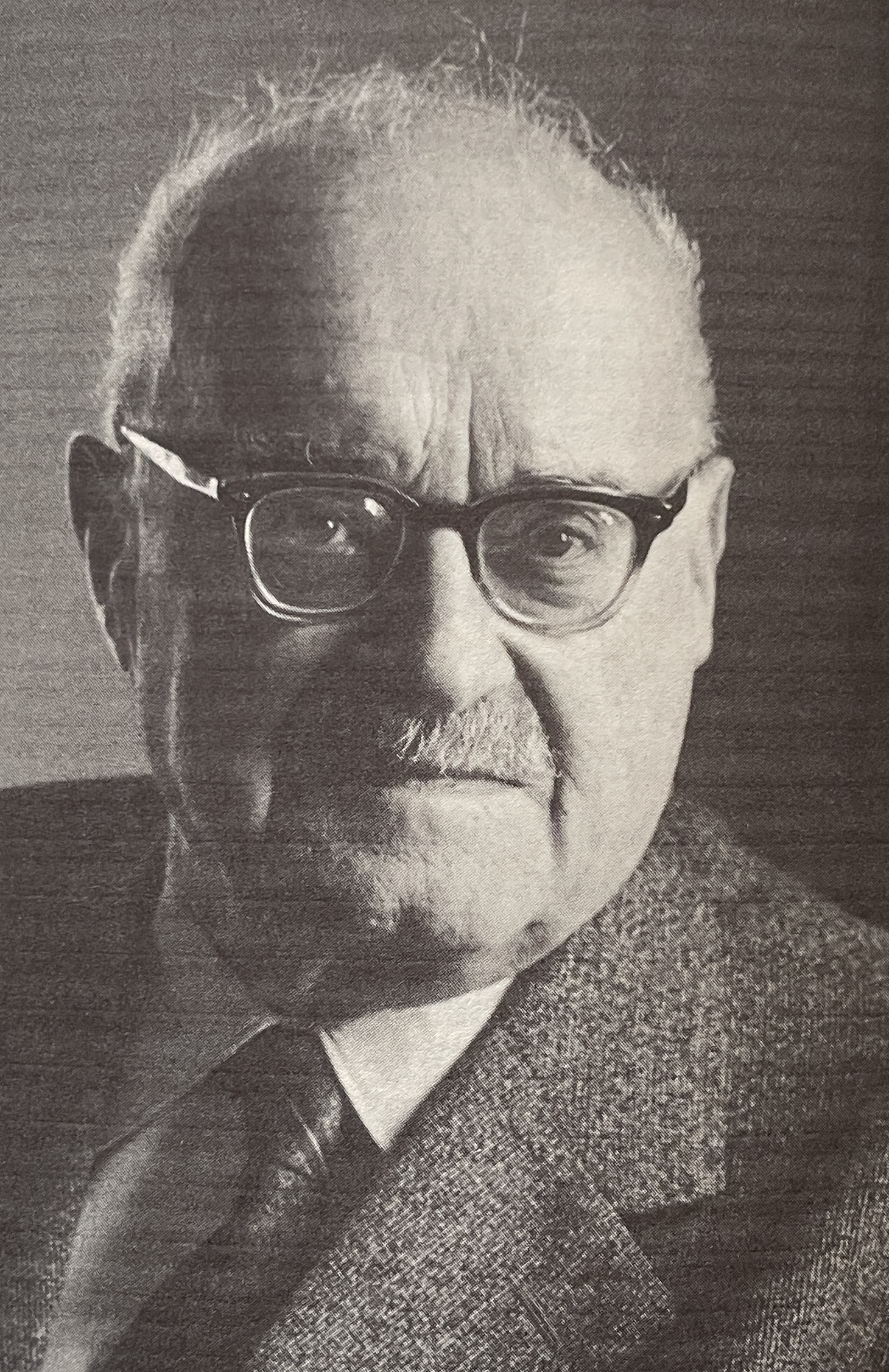
August Feigel zu seiner Zeit als Museumsdirektor

August Feigel (* 2. März 1880 in Bensheim; † 29. Januar 1966 in Darmstadt) war ein deutscher Kunsthistoriker und Museumsdirektor.

## Biografie
August Feigel wurde im März 1880 als Sohn von Johann Baptist Feigel II. (1843–1921) und dessen Ehefrau Katharina Gärtner (1851–1929) in Bensheim geboren. Er wurde katholisch getauft und ist der Enkel von Franz Feigel.
Feigel studierte ab 1899 zunächst einige Zeit Chemie in Innsbruck, brach dieses aber nach zweiter Semestern wieder ab. Er wurde nun nach dem Wunsch des Vaters für eine Banklehre bei einer Bank in Mainz untergebracht. Vor Ort war Feigel mit seiner Tenorstimme Mitglied der Mainzer Liedertafel.
In Mainz wurde unter anderem durch den Mainzer Domkapitular Friedrich Schneider (Geistlicher) (1836–1907) Feigels Interesse an der Wissenschaft geweckt, weshalb er in eine Bank in Rom wechselte. Vermutlich durch Empfehlung Schneiders fand er dort Zugang in die deutsche Gelehrten- und Künstlerkolonie, die sich um den Campo Santo Teutonico gruppierte. Im Kreis um Anton de Waal (1837 – 1917) traf Feigel auf den Archäologen Joseph Wilpert (1857–1944), der nach Schneider die zweite Persönlichkeit wurde, welche die Richtung seines Lebensweges bestimmte. Darüber hinzu kam er in Kontakt mit Joseph Schmidlin (1876–1944) und Anton Baumstark (1872–1948).
Beeindruckt durch seine neu gewonnenen Erfahrungen wurde Feigel kein Bänker, sondern begann im Wintersemester 1903/1904 ein Studium der Kunstgeschichte in Berlin und Halle. Seine Lehrer waren v. a. Heinrich Wölfflin und Adolph Goldschmidt. Im Frühjahr 1907 wurde Feigel bei Goldschmidt mit dem Thema „Die Stiftskirche zu Wimpfen und ihr Skulpturenschmuck“ promoviert.
Nach Beendigung seines Studiums kehrte Feigel als Mitarbeiter im Königlich Preußischen Institut nach Rom zurück. In Italien erfuhr er von einer freien Stelle als wissenschaftlicher Volontär beim Großherzoglichen Museum in Darmstadt (seit 1920: Hessisches Landesmuseum Darmstadt), welche er noch Ende 1907 antrat.
1912 wurde er Kustos des Museums.
Im Ersten Weltkrieg wurde Feigel zum Landsturm eingezogen. Er war vorwiegend in Brügge als Fachmann beim Deutschen Kunstschutz eingesetzt.
Am 1. Oktober 1926 wurde er Leiter der kunst- und kulturgeschichtlichen Sammlungen. Nach dem Ausscheiden von Friedrich Back (Kunsthistoriker), der 1926 in den Ruhestand ging, wurde er schließlich 1934 zum Direktor des Museums ernannt.
Unter seiner Verantwortung bzw. Leitung sind große Sonderausstellungen durchgeführt worden: „Alte Kunst am Mittelrhein“ 1927, „Johann Konrad Seekatz“ 1934 und „Deutsches Glas“ 1935.
Durch den Verkauf von italienischen und französischen Kunstwerken konnten zahlreiche bedeutende Kunstwerke des Mittelalters und Glasmalereien erworben werden.
Mit Beginn des Zweiten Weltkriegs begann Feigel die wertvollen Bestände nach und nach zu evakuieren. 1942/43 waren diese Verlagerungen im Wesentlichen abgeschlossen. Das Museum blieb während des Zweiten Weltkriegs bis zu seiner Zerstörung am 11. September 1944 weitgehend geöffnet. Gezeigt wurde aber nur eine kleine Auswahl der Bestände.
Bei Kriegsende war das Museumsgebäude weitgehend unbenutzbar. Mit Unterstützung von Gisela Bergsträsser (1911–2006) versuchte Feigel, den Wiederaufbau des Museums sowie die Rückführung der ausgelagerten Bestände zu bewerkstelligen. Erst unter seinem Nachfolger Erich Wiese wurden diese Prozesse abgeschlossen.
Feigel leitete von 1947 bis 1950 den Kunstverein Darmstadt.
Am 1. Januar 1949 trat August Feigel in den Ruhestand. Er starb am 29. Januar 1966 im Alter von 86 Jahren in Darmstadt.

## Privates
August Feigel war seit 1911 mit Therese Elisabeth Müller (1890–1953) verheiratet. Aus der Ehe sind die drei Söhne Georg (* 1913, Studienrat, Benefiziat in Bensheim), Gerhard Ludwig (* 1921, Arzt) und Hans (* 1917, Arzt) sowie die zwei Töchter Elisabeth (* 1923) und Katharina Hildegard (* 1908) hervorgegangen.
Im Jahr 1910 übergab August das Buch „Eine (Haus-)Anleitung usw.“ von Johann Matthias Blesinger als Schenkung an die Stadt Bensheim. In seine Familie kam das Buch über Johanns Nachkommen Franz Jacob Blesinger, der 1840 Anna Maria Feigel heiratete. Mehrere Veröffentlichungen beschäftigen sich mit dem Dokument. Es enthält unter anderem Berichte über das Leben nach dem Dreißigjährigen Krieg, der Erbfolgekriege in Europa und des Siebenjährigen Krieges.
Feigel besaß und bewohnte mit seiner Familie ab 1919 das Haus Wagner-Gewin, das Teil des Ensembles der Darmstädter Künstlerkolonie Mathildenhöhe war und im Zuge der dritten Ausstellung errichtet wurde. Seit 1899 war er Mitglied der katholischen Studentenverbindung AV Austria Innsbruck. Später wurde er Mitglied der KDStV Rheinpfalz Darmstadt. Außerdem war er 1908 Mitbegründer des Museumsvereins Bensheim, der ein Jahr später das Museum Bensheim initiierte.

## Ehrungen
- 1922: Verleihung des Professorentitels
- 1950: Würdigung mit Goethe-Plakette[5][6]

## Veröffentlichungen
Feigel veröffentlichte Arbeiten zur Skulptur des Mittelalters und zu Matthias Grünewald.
- 1907: Die Stiftskirche zu Wimpfen und ihr Skulpturenschmuck, Halle.
- 1927: Alte Kunst am Mittelrhein, Darmstadt.
- 1935: Deutsches Glas: 2000 Jahre Glasveredelung, Darmstadt.